# Windhoek-Katutura
Katutura, historisch bekannt als ein ehemaliges Wohngebiet zur Rassentrennung während der Apartheid, ist eine Vorstadt von Windhoek in Namibia, die in den 1950er Jahren im Rahmen der südafrikanischen Apartheidspolitik entstanden ist. 
Katutura hat insgesamt etwa 48.500 Einwohner auf einer Fläche von fünf Quadratkilometer. Davon entfallen auf den Wahlkreis Katutura-Central knapp 27.000 Einwohner auf einer Fläche von zwei Quadratkilometer und auf Katutura-Ost etwa 21.500 Einwohner auf einer Fläche von drei Quadratkilometer.

## Geschichte
Der Name dieser Vorstadt stammt aus der Sprache der Herero (Otjiherero) und bedeutet so viel wie „der Ort, an dem wir nicht leben möchten“. Zuvor hatten die in Windhoek arbeitenden und lebenden Schwarzen und „Farbigen“ auch direkt in Windhoek, vor allem auf der „Alten Werft“ („Old Location“, im heutigen Stadtteil Hochland Park) gewohnt. Das Ziel der Stadtverwaltung aber war es, nach südafrikanischem Vorbild aus Windhoek eine „weiße“ Stadt zu machen und die schwarzen Familien in die Außenbezirke zu verbannen; zwar ist Windhoek heute zwischen der Innenstadt und dem 10 km entfernten Katutura flächendeckend besiedelt, doch in den 1960er Jahren war es durch viele Kilometer Ödland von der Stadt getrennt. Hierzu wurde ein völlig neues Siedlungsgebiet mit Schulen, Krankenhäusern, Einkaufszentren und Erholungseinrichtungen aus dem Boden gestampft, um berufstätigen Schwarzen keinen Anlass zu geben, das „weiße“ Windhoek zu betreten.
Die hier errichteten Einheitshäuser hatten eine Wohnfläche von 45 m² und genügten damit den bescheidenen Ansprüchen einer Familie. Verwaltungsmäßig wurde Katutura in Stammesbezirke gegliedert – getrennt nach Ovambo, Herero und Damara. (Den „farbigen“ Stämmen war die Vorstadt Khomasdal zugedacht).
1959 begann die Zwangsumsiedlung der im Stadtgebiet wohnenden Schwarzen. Dies führte am 10. Dezember 1959 zum Aufstand bei der „Alten Werft“, an dem auch Samuel Nujoma teilgenommen hatte und verhaftet wurde. 11 Aufständische wurden getötet, 44 verletzt. Dieses Ereignis wird im Allgemeinen als die Geburtsstunde der SWAPO angesehen. Die Zwangsumsiedlung war 1968 abgeschlossen.

## Heutige Situation

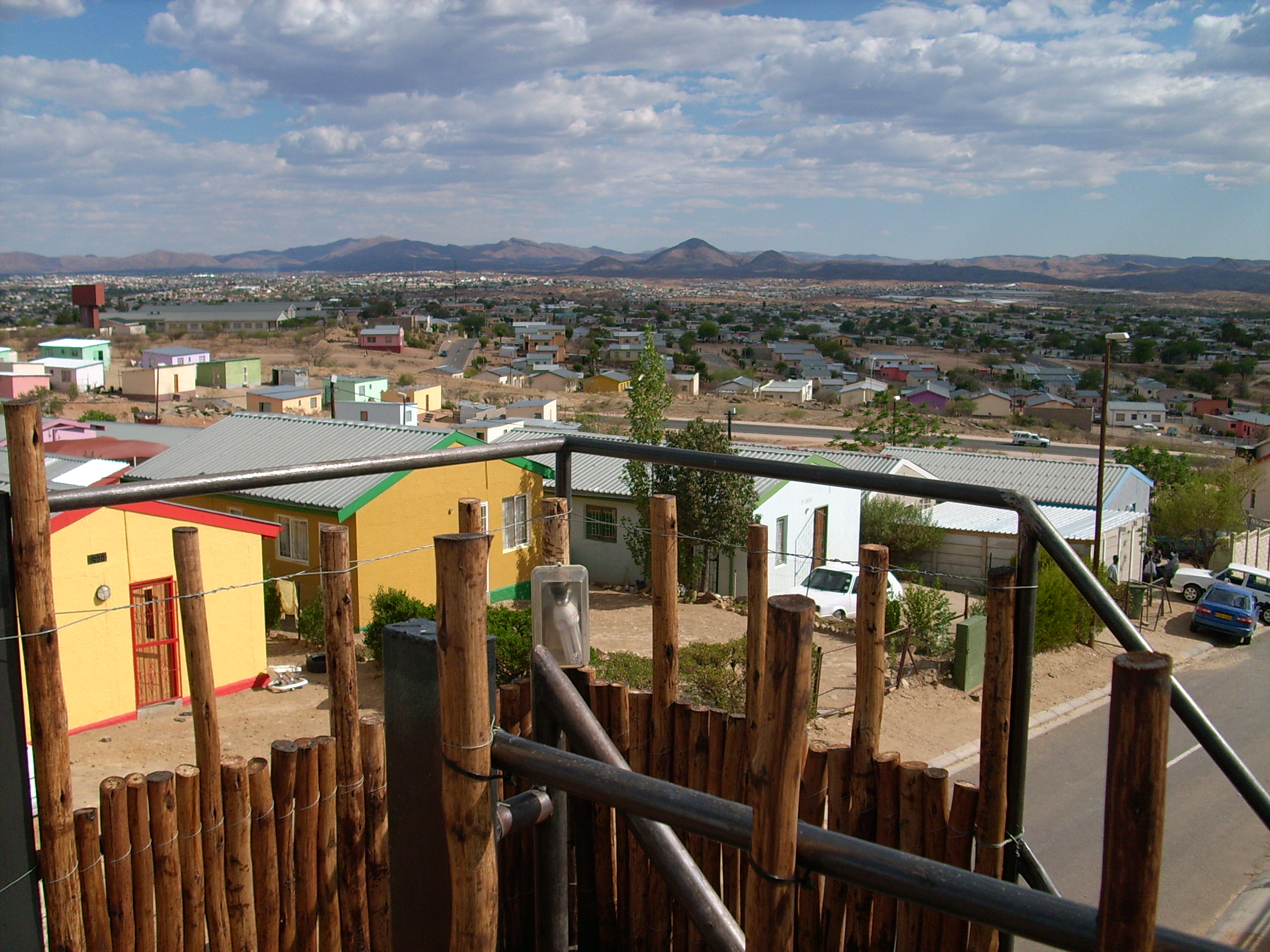
Blick auf Katutura, Ende 2007

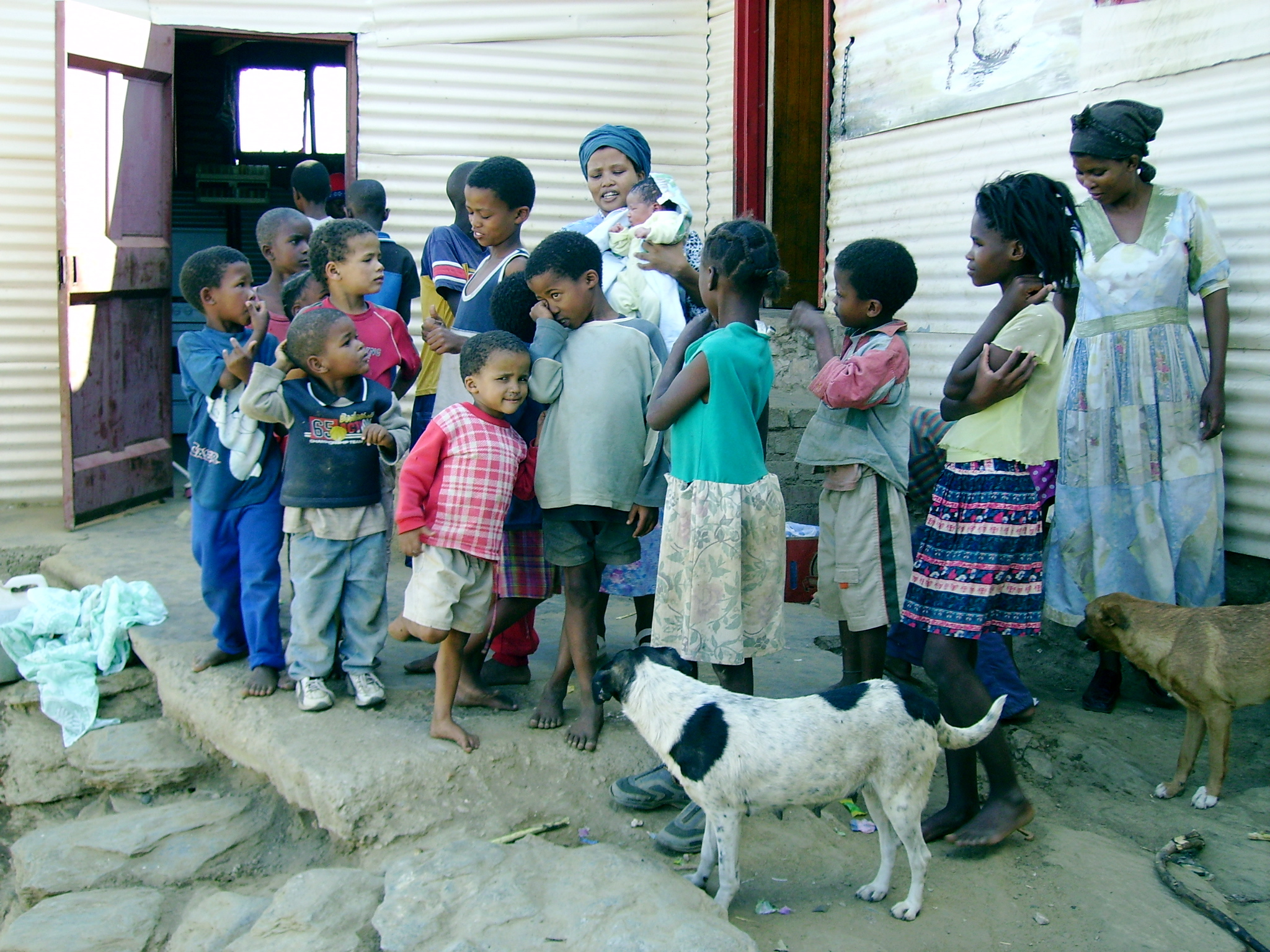
Kindergarten in Katutura (2005)

Katutura hat zurzeit etwa 66.700 Einwohner.
Es wird versucht, durch Ausbau einer einfachen Infrastruktur die Lebensverhältnisse in Katutura zu verbessern, aber der Stadtteil wächst bisher schneller, als derartige Maßnahmen durchgeführt werden können. Dennoch wurden zahlreiche Erfolge wie die Elektrifizierung, Wasserversorgung, Bau zahlreicher Schulen, Müllentsorgung, Straßenbau erreicht. Heutige Problemstadtteile sind andere.
Zu den nennenswertesten Projekten zählt das Katutura Community Arts Centre (KCAC) und das Bernard-Nordkamp Centre (BNC). Inzwischen ist Katutura zusammen mit Khomasdal und Wanaheda soweit nach Windhoek hineingewachsen, dass sich das Leben immer mehr vermengt. Und trotz noch so mancher sozialer Unordnung geht von Katutura eine geschäftige Vibration aus, die auch ganz Windhoek ansteckt. Dies deutet zumindest langfristig auf eine positive Entwicklung des Stadtteils hin. Aufgrund der seit 1990 stetig verbesserten Lebenssituation wird Katutura heute häufig schon als „Matutura“, „Ort an dem wir leben wollen“ bezeichnet.
2005 wurde das Sam-Nujoma-Stadion eröffnet.
Zum Gedenken an den Aufstand auf der „Alten Werft“ wird der 10. Dezember heute als öffentlicher Feiertag („Tag der Menschenrechte“) begangen.

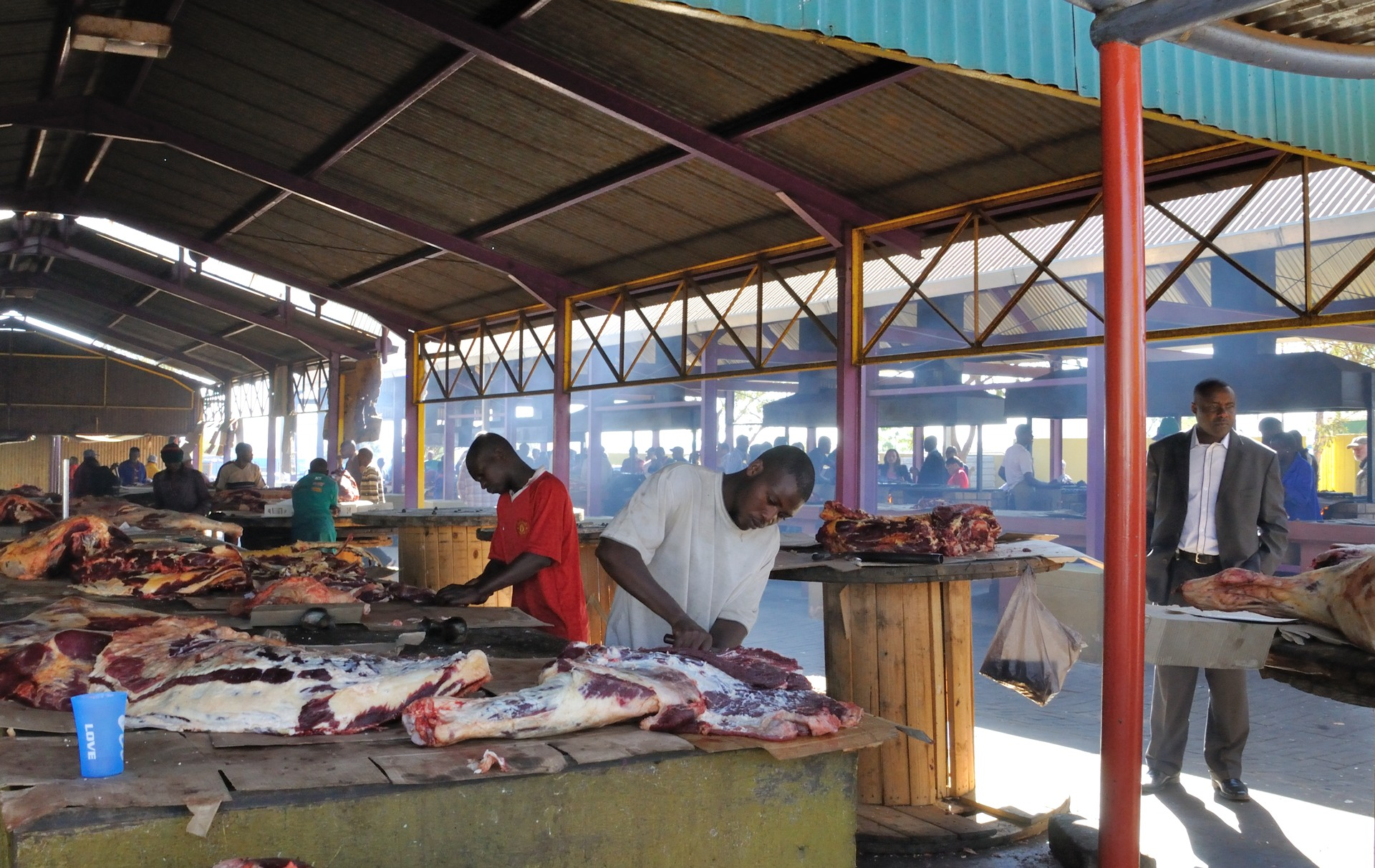
Im Zentrum von Katutura findet man einen Markt für Waren verschiedener Art und Fleisch, welches hier auch zerlegt wird.

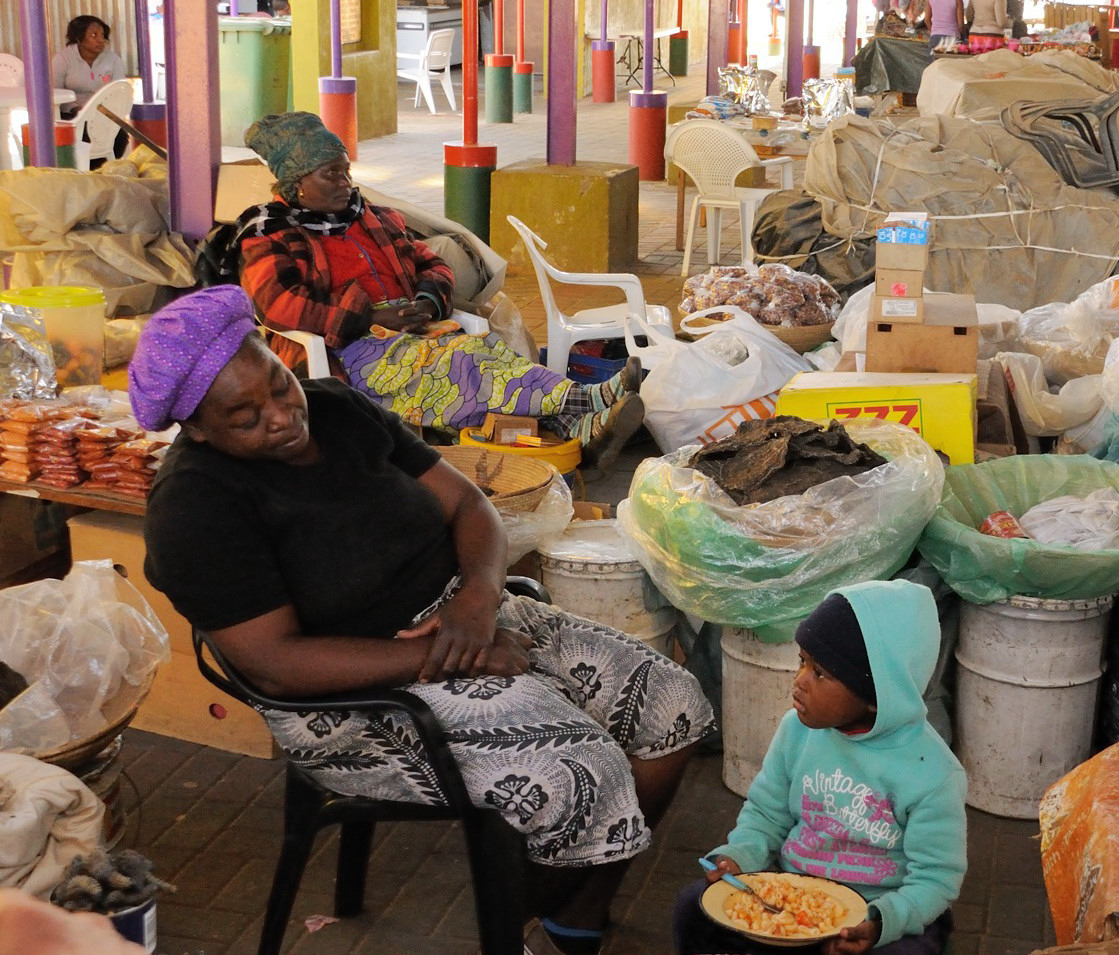
Markt „Single Quarters“.